# Quận Scott, Mississippi
Quận Scott là một quận thuộc tiểu bang Mississippi, Hoa Kỳ.
Quận này được đặt tên theo. Abram M. Scott, thống đốc Mississippi từ năm 1832 đến năm 1833. Theo điều tra dân số của Cục điều tra dân số Hoa Kỳ năm 2000, quận có dân số 28.423 người. Quận lỵ đóng ở Forest6.

## Địa lý
Theo Cục điều tra dân số Hoa Kỳ, quận có diện tích 1581 km2, trong đó có 3 km2 là diện tích mặt nước.

### Các xa lộ chính
- Interstate 20
- U.S. Highway 80
- Mississippi Highway 13
- Mississippi Highway 21
- Mississippi Highway 35

### Quận giáp ranh
- Quận Leake (bắc)
- Quận Newton (đông)
- Quận Smith (nam)
- Quận Rankin (tây)
- Quận Madison (tây bắc)